# Grevillea nematophylla
Grevillea nematophylla är en tvåhjärtbladig växtart. Grevillea nematophylla ingår i släktet Grevillea och familjen Proteaceae.

## Underarter
Arten delas in i följande underarter:
- G. n. nematophylla
- G. n. planicosta
- G. n. supraplana